# Cristina (serie televisiva)
Cristina è la seconda serie televisiva italiana interpretata da Cristina D'Avena e Marco Bellavia, trasmessa su Italia 1 tra l'ottobre e il dicembre 1989, sull'onda del successo di Arriva Cristina.
La protagonista, come per la serie precedente, è Cristina D'Avena, che alterna la vita da studentessa universitaria con la musica, gli amici e le problematiche familiari. L'opera è stata replicata più volte sulla stessa rete nelle ore notturne. Della serie si ricordano le canzoni interpretate da Cristina D'Avena, come Rimani te stesso, Noi vorremmo e Evviva l'allegria. Le altre due canzoni sono Dire di sì, dire di no e Domande, risposte.

## Sigla e colonna sonora
La sigla del telefilm s'intitola Cristina, scritta da Carmelo "Ninni" Carucci e Alessandra Valeri Manera, ed è cantata dalla stessa Cristina D'Avena.
È incisa nell'album Fivelandia 7 come traccia numero 9 dopo Per me, per te, per noi Ciao Ciao. Nei cori della sigla ci sono gli amici Piccoli Cantori di Milano.
All'interno della serie, prima della sigla finale erano presenti vari sketch e spot tra cui Le mille e una fiaba, English junior ed Esplorando il corpo umano.
È stato pubblicato il relativo album dal titolo Cristina, che conteneva tutte le canzoni interpretate nella serie. Nel dicembre del 2010 l'album è stato ristampato per la prima volta su CD all'interno del cofanetto Arriva Cristina Story, box da 4 dischi contenente le ristampe delle colonne sonore dei quattro telefilm di produzione italiana ispirati al personaggio di Cristina D'Avena.

## Episodi
| Stagione       | Episodi | Prima TV Italia |
| -------------- | ------- | --------------- |
| Stagione unica | 36      | 1989            |